# Tàngara muntanyenca
La tàngara muntanyenca (Buthraupis montana) és una espècie d'ocell de la família dels tràupids (Thraupidae) que habita la formacions boscoses de les muntanyes de Colòmbia, nord-oest i sud-oest de Veneçuela, l'Equador, el Perú i oest de Bolívia.
És l'única espècie del gènere Buthraupis Cabanis, 18502